# ارکستر فیلارمونیک مورمانسک
ارکستر فیلارمونیک مورمانسک ارکستر مستقر در شهر مورمانسک روسیه است. در حال حاضر بزرگترین ارکستر کامل حرفه‌ای در منطقه بارنتس است. و توسط دولت منطقه‌ای مورمانسک اداره می‌شود.

## تاریخچه
انجمن فیلارمونیک منطقه ای مورمانسک در سال ۱۹۷۵ تأسیس شد، زمانی که کنسرت و نوع فعالیت آن به فیلارمونیک تبدیل شد. ارکستر فیلارمونیک مورمانسک از سال ۱۹۹۴ صاحب سالن اختصاصی شد که در سال ۲۰۱۶ به بهانه صد سالگی شهر مورمانسک بازسازی گشت. در سال ۱۹۹۹، ارکستر اصلی انجمن فیلارمونیک مورمانسک تحت نام فعلی آن یعنی ارکستر فیلارمونیک مورمانسک شکل گرفت و تحت رهبری دامیان یوریو (Damian Iorio) قرار گرفت.